# Ovidiu Hoban
Ovidiu Ștefan Hoban (sinh ngày 27 tháng 12 năm 1982) là một cầu thủ bóng đá người România thi đấu cho CFR Cluj và đội tuyển quốc gia România ở vị trí tiền vệ phòng ngự.

## Sự nghiệp quốc tế
Hoban ra mắt quốc tế trước Trinidad và Tobago, thi đấu hiệp hai trong trận giao hữu vào ngày 4 tháng 6 năm 2013. Anh ghi bàn thắng quốc tế đầu tiên trong vòng loại UEFA Euro 2016 vào lưới Phần Lan trong trận hòa 1-1. Anh nằm trong đội hình 23 cầu thủ tham dự UEFA Euro 2016 và đá chính trong trận đầu tiên với Pháp trước khi đóng vai trò dự bị trong trận tiếp theo với Thụy Sĩ. Anh đá chính trong trận đấu cuối cùng với Albania, thất bại 1-0 và bị loại khỏi giải.

## Thống kê sự nghiệp

### Bàn thắng quốc tế
| Goal | Ngày                | Địa điểm                            | Đối thủ  | Tỉ số | Kết quả | Giải đấu                  |
| ---- | ------------------- | ----------------------------------- | -------- | ----- | ------- | ------------------------- |
| 1.   | 8 tháng 10 năm 2015 | Arena Națională, Bucharest, România | Phần Lan | 1–1   | 1–1     | UEFA Euro 2016 qualifying |

## Danh hiệu

### Câu lạc bộ
Petrolul Ploiești
- Cúp bóng đá România: 2012–13

Hapoel Be'er Sheva
- Israel State Cup: Á quân 2014–15
- Giải bóng đá ngoại hạng Israel: 2015–16, 2016–17
- Siêu cúp bóng đá Israel: 2016
- Toto Cup: 2016–17

CFR Cluj
- Liga I: 2017–18

### Cá nhân
- Toto Cup top scorer: 2015–16